# Osteocephalus planiceps
Espèce
Statut de conservation UICN

 LC  : Préoccupation mineure
Osteocephalus planiceps est une espèce d'amphibiens de la famille des Hylidae.

## Répartition
Cette espèce se rencontre entre 200 et 700 m d'altitude dans le bassin amazonien dans le sud de la Colombie, en Équateur et au Pérou.

## Publication originale
- Cope, 1874 : On some Batrachia and Nematognathi brought from the upper Amazon by Prof. Orton. Proceedings of the Academy of Natural Sciences of Philadelphia, vol. 26, p. 120–137 (texte intégral).